# Léonard Roger
Léonard Roger est un sculpteur français d'origine normande né en 1644 et mort en un lieu et à une date inconnus.

## Biographie
Peu d'informations sont connues sur le sculpteur Léonard Roger. On ignore ses lieux de naissance et de mort et la date de sa mort.
Léonard Roger a été un élève de l'Académie royale de peinture et de sculpture. Il a remporté le troisième prix de sculpture au concours de l'Académie le 14 juillet 1663 pour une esquisse représentant Marsyas écorché par ordre d'Apollon et le 10 septembre 1664 sur le même sujet dans de plus grandes proportions (premier prix : Pierre Monier, deuxième prix : Jean-Baptiste Corneille). Jean-Baptiste Colbert, vice-protecteur de l'Académie royale, promet que le roi donnera une pension pour qu'il aille à Rome quand l'Académie le jugera à propos. Jacques Bousquet indique qu'il est à Rome en 1667 et qu'il a alors 23 ans et que son nom n'y apparaît plus après 1669.Il est agréé par l'Académie royale le 4 mai 1672.

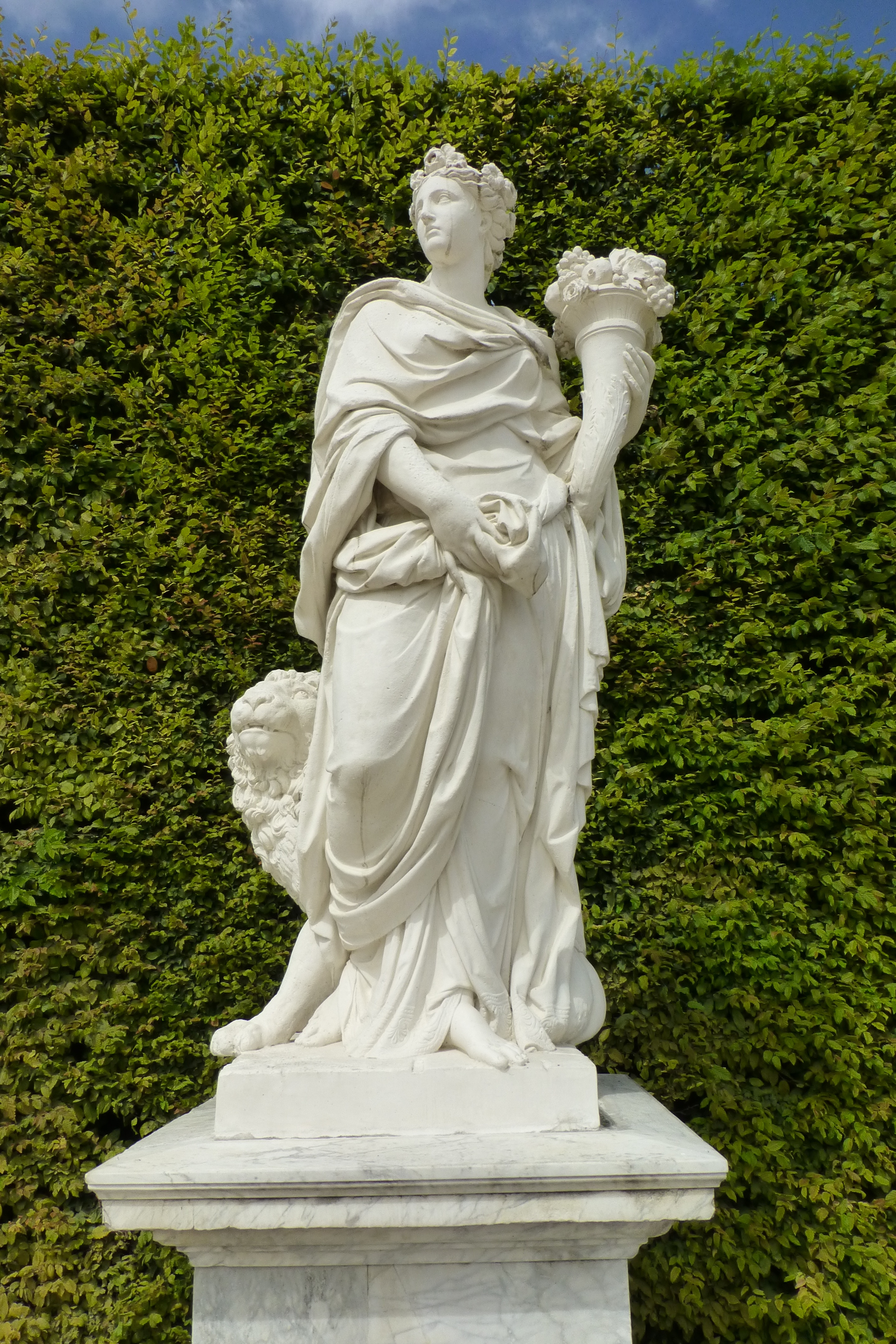
L'Asie
Jardin de Versailles

Il fait partie des sculpteurs non membres de l'Académie royale, Drouilly, Dossier, Georges Sibrayque, Michel de La Perdrix, Noël Jouvenet, qui ont reçu en 1674 une commande pour réaliser des statues pour le parterre d'eau du château de Versailles. Léonard Roger a sculpté entre 1675 et 1680 la sculpture L'Asie. Il a reçu pour cette sculpture la somme de 3 000 livres. Léonard Roger a aussi exécuté deux figures, non identifiées, pour l’attique de la façade sud.
Il a sculpté entre 1684 et 1686 le retable de l'ancienne abbatiale de Silly-en-Gouffern sur les dessins de Jacques Restout,, qui a peint la toile en médaillon représentant la Transfiguration, d’après un modèle de Raphaël.
Pierre de Nolhac cite Léonard Roger, avec Aubry, Bonvallet et Taubin, comme un des sculpteurs ayant participé à la réalisation des bronzes du parterre d'eau du jardin de Versailles, en 1686.
En 1694, il répare le jubé de l'église Sainte-Croix de Bernay et le décore de grandes figues.